# Вильнев-де-Марк
Вильнёв-де-Марк (фр. Villeneuve-de-Marc) — коммуна во Франции, находится в регионе Рона — Альпы. Департамент коммуны — Изер. Входит в состав кантона Сен-Жан-де-Бурне. Округ коммуны — Вьенн.
Код INSEE коммуны — 38555. Население коммуны на 2005 год составляло 1146 человек. Населённый пункт находится на высоте от 344  до 524  метров над уровнем моря. Муниципалитет расположен на расстоянии около 430 км юго-восточнее Парижа, 38 км юго-восточнее Лиона, 60 км северо-западнее Гренобля. Мэр коммуны — M. Jean-Paul GARGAUD, мандат действует на протяжении 2001—2008 гг.
Динамика населения (INSEE):